# Église Saint-Maurice de Brenthonne
L’église Saint-Maurice de Brenthonne est une église catholique, située en France, en Haute-Savoie, sur la commune de Brenthonne. De style néo-classique sarde, elle est placée sous le patronage du saint Maurice d'Agaune, capitaine de la Légion Thébéenne, martyrisé à Octodure en Valais.

## Historique
Le clocher porte une inscription du XVe siècle. Il semble appartenir au premier âge roman. Il s'agit d'un élément de l'ancienne église détruite en 1878. En 1878, la chapelle accolée au clocher initial est démolie.
En 1839, il est décidé de construire une église plus grande. L’église moderne de style néo-classique dit « sarde » est érigée en face de la mairie. Pour diverses raisons (financières, instablilité du terrain liée à la présence d'eau…), celle-ci ne comporte pas de clocher.